# Бидхуна
Бидхуна (англ. Bidhuna) — город на севере Индии, в штате Уттар-Прадеш, в округе Аурайя.

## География
Город находится в 15 км к северо-востоку от города Ачалда, на берегу реки Аринд, на высоте 132 метра над уровнем моря.

## Демография
По данным официальной переписи 2001 года численность населения города составляла 24 784 человека, из них 13 064 мужчины и 11 720 женщин. Уровень грамотности населения города составляет 74 %, что выше, чем средний по стране показатель 59,5 %. Уровень грамотности среди мужчин — 78 %, среди женщин — 68 %. Доля лиц в возрасте младше 6 лет — 15 %.

## Транспорт
Ближайшая железнодорожная станция находится в городе Ачалда. Имеется регулярное автобусное сообщение с Канпуром, Агрой, Дели и Чхибрамау.